# Gošići
Gošići (en serbe cyrillique : Гошићи) est un village du sud-ouest du Monténégro, dans la municipalité de Tivat.

## Démographie

### Évolution historique de la population
| 1948 | 1953 | 1961 | 1971 | 1981 | 1991 | 2003 |
| ---- | ---- | ---- | ---- | ---- | ---- | ---- |
| 169  | 178  | 180  | 180  | 160  | 169  | 208  |